# Astragalus alitschuri
Astragalus alitschuri är en ärtväxtart som beskrevs av Olga Alexandrovna Fedtschenko. Astragalus alitschuri ingår i släktet vedlar, och familjen ärtväxter. Inga underarter finns listade i Catalogue of Life.